# Adabe jezik
Adabe jezik (ataura, atauru, atauro, raklu-un, raklu un; ISO 639-3: adb), poseban jezik unutar skupine Timor-Alor-Pantar, transnovogvinejske porodice, kojim govori oko 1 000 ljudi (1981 Wurm and Hattori) na otoku Atauro, sjeverno od Dilija, Istočni Timor. Nekada se klasificirao austronezijskoj porodici.
Prema novijoj klasifikaciji pripada zapadnim Timor-Alor-Pantar jezicima, široj zapadno transnovogvinejskoj skupini, unutar koje čini istoimenu podskupinu adabe, čiji je jedini predstavnik. Dijalekt: munaseli pandai.

## Vanjske poveznice
- Ethnologue (15th)[neaktivna poveznica]